# Anthurium palmatum
Anthurium palmatum är en kallaväxtart som först beskrevs av Carl von Linné, och fick sitt nu gällande namn av Heinrich Wilhelm Schott. Anthurium palmatum ingår i släktet Anthurium och familjen kallaväxter. Inga underarter finns listade.